# Русско-Юрмашский сельсовет
Русско-Юрмашский сельсовет — муниципальное образование в Уфимском районе Башкортостана.
Административный центр — село Русский Юрмаш.

## История
Согласно Закону о границах, статусе и административных центрах муниципальных образований в Республике Башкортостан имеет статус сельского поселения.
2004 год
Из Октябрьского района города Уфы в сельсовет передано 550 га территории.
Закон Республики Башкортостан от 17 декабря 2004 г. № 125-з «Об изменениях в административно-территориальном устройстве Республики Башкортостан, изменениях границ и преобразованиях муниципальных образований в Республике Башкортостан» гласит:

статья 1. «Изменения в административно-территориальном устройстве Республики Башкортостан», п.п. 184:

184. Изменить границы города Уфы, Октябрьского района города Уфы, Уфимского района, Русско-Юрмашского сельсовета Уфимского района согласно представленной схематической карте, передав часть территории площадью 550 га Октябрьского района города Уфы в состав территории Русско-Юрмашского сельсовета Уфимского района.

## Население
| 2002  | 2009  | 2010  | 2012  | 2013  | 2014  | 2015  |
| ----- | ----- | ----- | ----- | ----- | ----- | ----- |
| 1605  | ↗1772 | ↗2097 | ↗2194 | ↗2548 | ↗3292 | ↗3938 |
| 2016  | 2017  | 2018  |       |       |       |       |
| ↗4567 | ↗4878 | ↗5207 |       |       |       |       |

## Состав сельского поселения
| № | Населённый пункт | Тип населённого пункта       | Население |
| - | ---------------- | ---------------------------- | --------- |
| 1 | Русский Юрмаш    | село, административный центр | ↗1198     |
| 2 | Шмидтово         | деревня                      | ↗406      |
| 3 | Шамонино         | деревня                      | ↗3652     |
| 4 | Бурцево          | деревня                      | ↗217      |
| 5 | Крючевка         | деревня                      | ↘11       |
| 6 | Южная            | деревня                      | ↘7        |